# 索爾韋鎮區 (明尼蘇達州聖路易斯縣)
索爾韋鎮區（英語：Solway Township）是位於美國明尼蘇達州聖路易斯縣的一個行政鎮區。

## 地方資料
索爾韋鎮區的面積為92.57平方千米，當中陸地面積為92.00平方千米，而水域面積為0.56平方千米。根據2020年美國人口普查的數據，當地共有人口2016人，而人口密度為每平方千米21.78人。